# Trachemys yaquia
Trachemys yaquia là một loài rùa trong họ Emydidae. Loài này được Legler & Webb mô tả khoa học đầu tiên năm 1970.